# Marquesado de Sales

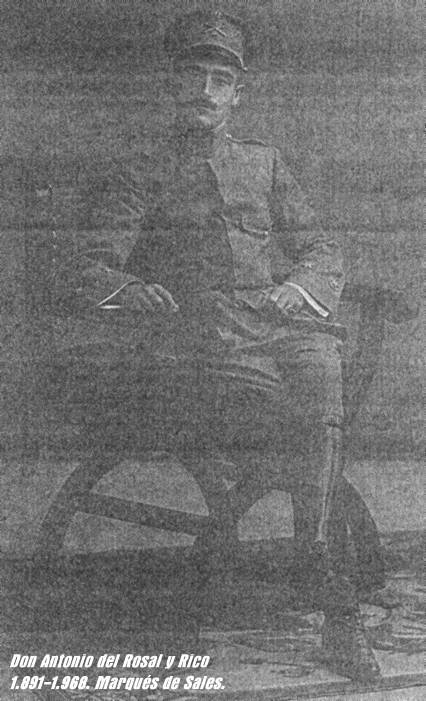
Retrato de don Antonio del Rosal Rico.

El Marquesado de Sales es un título nobiliario español concedido el 27 de agosto de 1770 y expedido por Real Despacho el 30 de julio de 1771 por el rey Carlos III a favor de José García de Miranda y Vázquez de Mondragón Vidal-Saavedra y Guillén, caballero de la Orden de Santiago, mayordomo de semana de Su Majestad, gentilhombre de cámara con ejercicio, hijo de don José García de Miranda y Vidal-Saavedra de Rivera y Delfín, y de doña Gregoria Vázquez de Mondragón y Guillén Fernández-Pasillas y Alarcón. Casó con doña Juliana de Morales.
El Título fue rehabilitado por Alfonso XIII en 1927 a favor de don Antonio del Rosal y Rico, descendiente de los Vázquez de Mondragón. El 10 de diciembre de 1969 sucedió don Antonio del Rosal y Granda, caballero de la Orden de Malta, hijosdalgo de Madrid, de la Hermandad del Santo Cáliz de Valencia y del Real Estamento Militar de Gerona, casado con doña Carmen Moreno de Herrera, hija del conde de los Andes. El 6 de noviembre de 2010 sucedió don Antonio del Rosal y Moreno, casado en primeras nupcias en 1996 con doña María Pérez y Luna. Hoy día sus bisnietos Antonio Del Rosal Y Moreno (actual marqués de Sales), José María Barajas García-Agulló Del Rosal (Caballero de la orden del Santo Sepulcro), Mercedes Barajas García-Agulló, Gonzalo Barajas Oyarzun, Ignacio Barajas Márquez de Prado, Joaquín Barajas Márquez de Prado, Begoña Domínguez Barajas, Javier Domínguez Barajas.

## Marqueses de Sales
|                                 | Titular                                              | Periodo                 |
| Creación por Carlos III         | Creación por Carlos III                              | Creación por Carlos III |
| ------------------------------- | ---------------------------------------------------- | ----------------------- |
| I                               | José García de Miranda y Vázquez de Mondragón.       | 1771-                   |
| ..                              | María de los Ángeles Gallego y Vázquez de Mondragón. | 1857                    |
| ..                              | María de los Dolores Angulo Rojas                    | hasta 1926              |
| Rehabilitación por Alfonso XIII |                                                      |                         |
| II                              | Antonio del Rosal Rico                               | 1927-1968               |
| III                             | Antonio del Rosal y Granda                           | 1969-2010               |
| IV                              | Antonio del Rosal y Moreno                           | 2010-actual titular     |